# Cantonul Buzancy
Cantonul Buzancy este un canton din arondismentul Vouziers, departamentul Ardennes, regiunea Champagne-Ardenne, Franța.

## Comune
| Comune                   | Populație (1999) | Cod poștal | Cod INSEE |
| ------------------------ | ---------------- | ---------- | --------- |
| Bar-lès-Buzancy          | 119              | 08240      | 08049     |
| Bayonville               | 107              | 08240      | 08052     |
| Belval-Bois-des-Dames    | 41               | 08240      | 08059     |
| La Berlière              | 50               | 08240      | 08061     |
| Briquenay                | 132              | 08240      | 08086     |
| Buzancy                  | 387              | 08240      | 08089     |
| Fossé                    | 55               | 08240      | 08176     |
| Harricourt               | 46               | 08240      | 08215     |
| Imécourt                 | 59               | 08240      | 08233     |
| Landres-et-Saint-Georges | 107              | 08240      | 08246     |
| Nouart                   | 144              | 08240      | 08326     |
| Oches                    | 40               | 08240      | 08332     |
| Saint-Pierremont         | 99               | 08240      | 08394     |
| Sommauthe                | 122              | 08240      | 08424     |
| Tailly                   | 181              | 08240      | 08437     |
| Thénorgues               | 106              | 08240      | 08446     |
| Vaux-en-Dieulet          | 69               | 08240      | 08463     |
| Verpel                   | 84               | 08240      | 08470     |